# Filet
 For alternative betydninger, se filét. (Se også artikler, som begynder med filét)
En filet er en kødudskæring eller et stykke benløst kød.
Blandt de hyppigst benyttede fileter er oksefilet, svinefilet, kyllingefilet og fiskefilet.